# 디오니시오스 1세

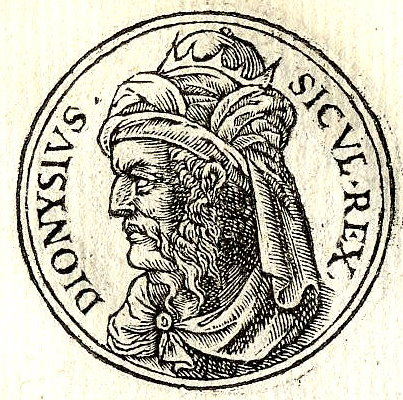
기욤 루이예의 Promptuarii Iconum Insigniorum에 등장하는 디오니시오스 1세

디오니시오스 1세 또는 대 디오니시오스(고대 그리스어: Διονύσιος ο Πρεσβύτερος , 기원전 432년 무렵 - 기원전 367년)는 현재 이탈리아 남부 시칠리아섬에 있던 도시 시라쿠사이(현재 시라쿠사)를 지배한 그리스인 참주이다. 디오니시오스 1세는 시칠리아섬과 이탈리아 반도 남부의 여러 도시를 정복하고 카르타고의 세력이 시칠리아섬으로 확장하는 것에 저항하였고, 시라쿠사이를 고대 그리스의 서방 식민 도시중 가장 유력한 도시로 성장시켰다. 고대의 사람들 사이에서 디오니시오스 1세는 잔인하고, 시기심이 강하고, 짓궂은 최악의 폭군으로 간주되고 있었다.

## 생애
디오니시오스는 처음에는 장교로 근무했다. 기원전 409년에 시작된 카르타고와의 전쟁에서 공훈을 세운 후 기원전 406년에 군 최고 사령관이 되었다. 다음 해 기원전 405년에 전권을 장악하고 참주가 되었다. 그 후, 디오니시오스는 자신의 지위를 굳히기 위해 무자비한 처사를 거듭했다.

## 용병과 참주
민주 정권을 잡고 있던 시라쿠사이에 대한 디오니시오스의 승리는 그가 최악의, 최고의 용병 지휘자였음을 나타내고 있다. 참주로서 디오니시오스가 첫 걸음을 내딛는 것은 습격을 위장해 자신의 생명이 표적이 되고 있다고 속여 호위를 위해 600명의 개인 용병을 가지고 나서였다. 디오니시오스가 용병을 1000명으로 증원하면서, 서서히 자신의 권력을 다졌고, 참주로서의 지위를 확립해 갔다. 디오니시오스는 자신의 용병을 시라쿠사이의 폴리스 공동체에 구석구석까지 배치했다. 그 결과 민주 정부가 기능하고 있다고 생각하는 것은 완전히 지워 없애 버렸다. 디오니시오스의 통치는 “완전한 위헌, 위법으로 민주정 지지파의 반란을 피할 수 없다”는 것이었다. 현지 시라쿠사이의 디오니시오스의 입장은 이미 기원전 403년에는 철학적 입장에서 참주 정치에 반대하는 자들에 의해 위협했다. 흥미롭게도 스파르타는 과거 코린트와 아테네에서 참주들을 추방해 왔음에도 불구하고 디오니시오스와 그 독재를 비난할 수 없었다. 실제로 양자의 관계는 양호하게 지속되었다.

## 같이 보기
- 아르키메데스
- 피로스

라케다이몬 인 (스파르타 사람)들이 그리스의 상황을 자신이 원하는 대로 진정시켰을 때, 그들은 아리스투스(Aristus)는 추려낸 남자를 시라쿠사이에 파견하여 겉으로는 정권을 몰아낼 수도 있다는 둥 위협하면서, 실은 참주의 권력을 확대시키려고 했다. 왜냐하면 그들은 디오니시오스의 지배를 확고히 하는 것을 도와주면, 자신들이 제시하는 부탁에 따라 디오니시오스의 협력을 언제든지 얻을 수 있을 것이라고 기대하고 있었던 것이다.— - 디오도로스 시켈로스 14.10.2